# كيني ماكدونالد
كيني ماكدونالد (بالإنجليزية: Kenny MacDonald)‏ (9 مارس 1961 بدندي في المملكة المتحدة - ) هو مدرب كرة قدم ولاعب كرة قدم بريطاني في مركز الهجوم. لعب مع ريث روفرز وسانت جونستون ونادي أردريونيانز وHappy Valley AA ‏ ونادي ستيرلينغشير الشرقية ونادي ستيرلينغ ألبيون وBroughty Athletic F.C. ‏ ونادي اربوراث وفورفار أثلتيك ‏ ونادي كاودينبيث لكرة القدم.